# کوارتزیت

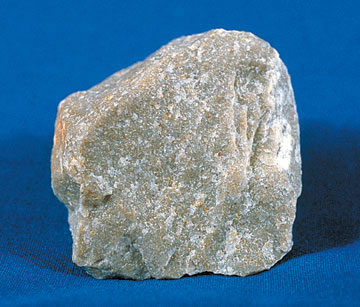
کوارتزیت

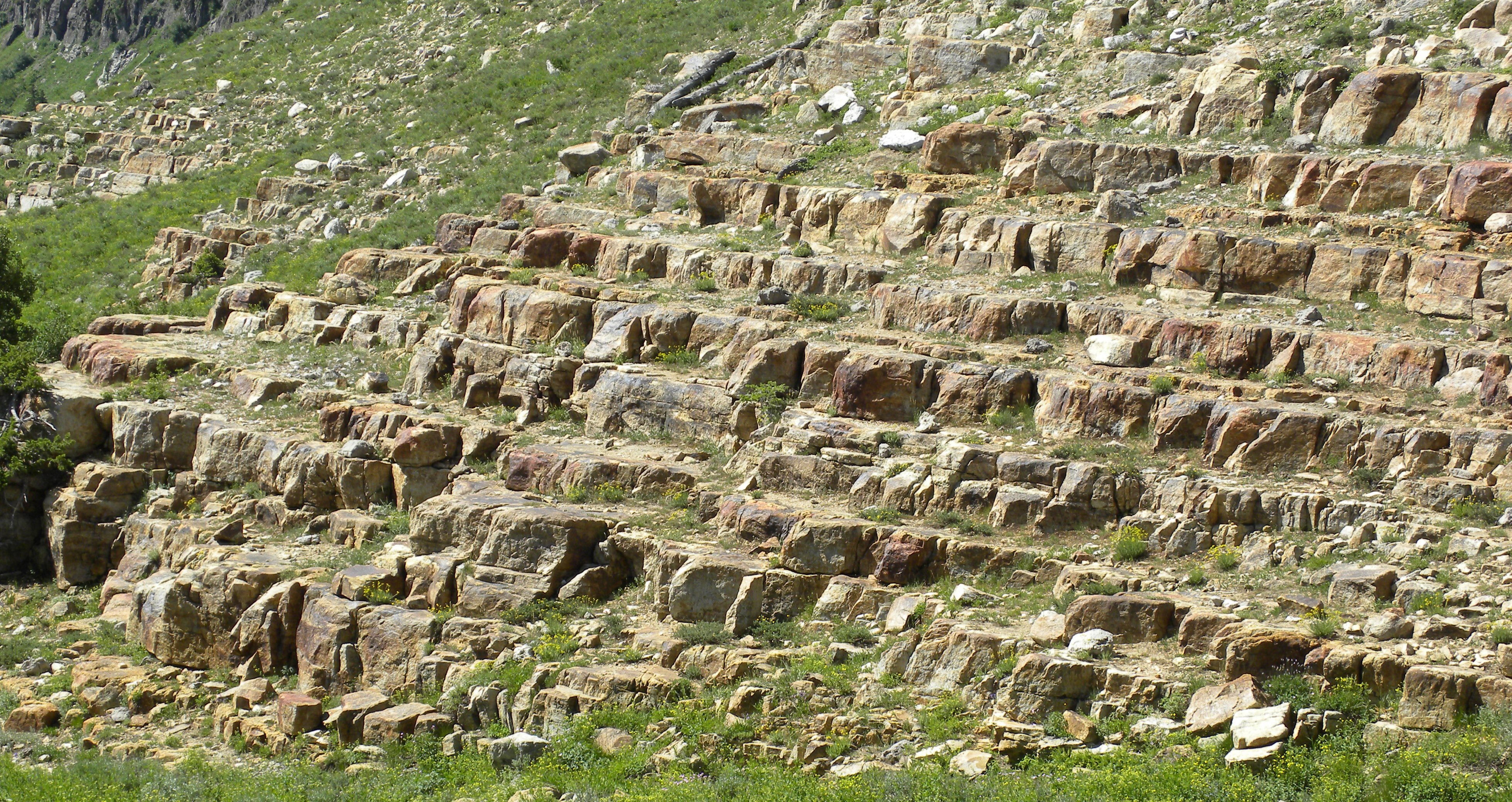
منابع کوارتزیت در یوتا

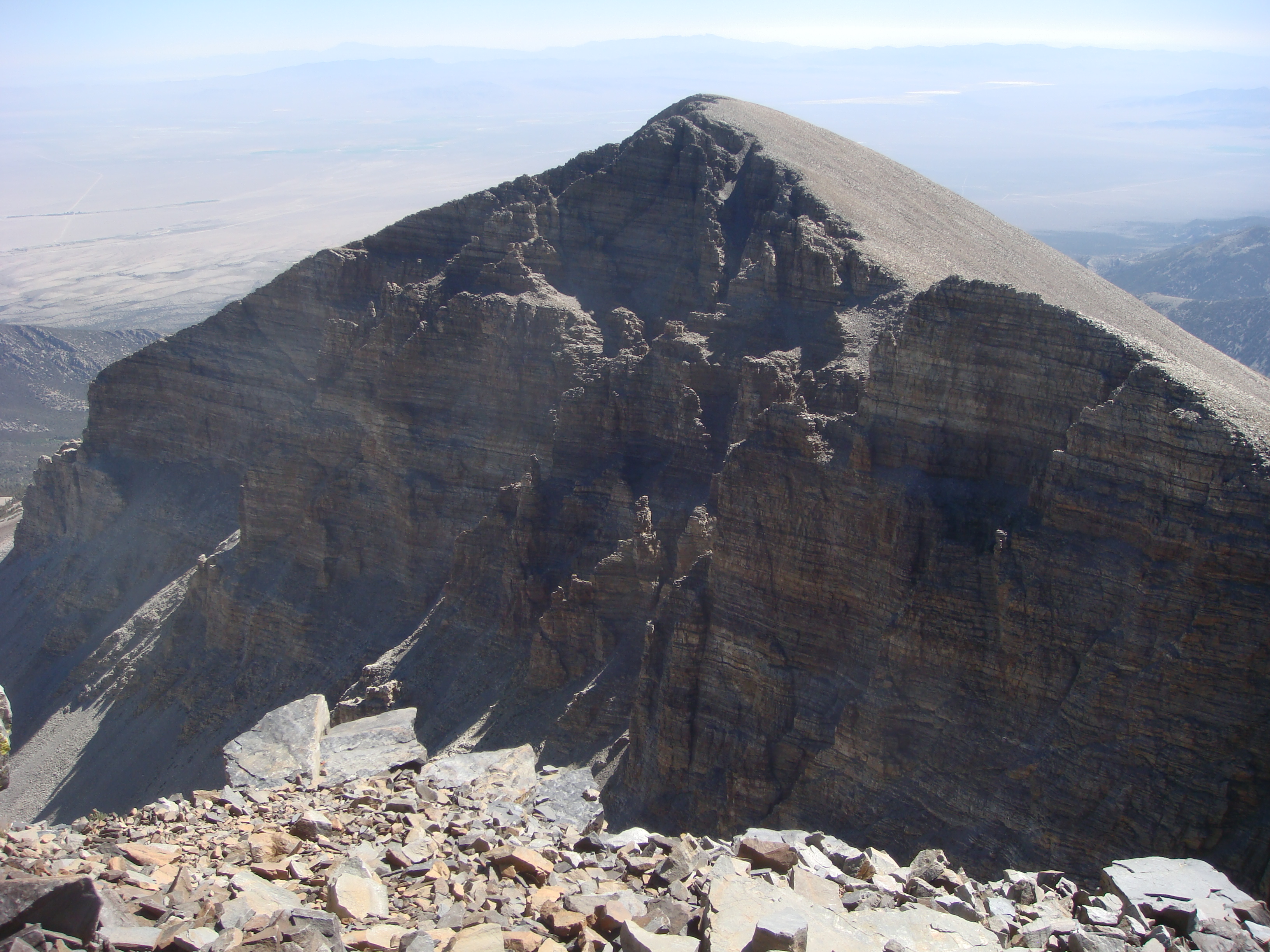
کوارتزیت تشکیل شده بر روی کوه، بلندترین قلهٔ میان نوادا و ایالات متحده

کوارتزیت (به آلمانی Quarzit) نوعی سنگ دگرگون و بسیار سخت است. این سنگ از دگرگونی ماسه‌سنگ (کوارتزآرنیت) در اثر فشار و گرمای بسیار بالای لایه‌های زمین به وجود آمده‌است. کوارتزیت خالص معمولاً به رنگ‌های سفید تا خاکستری است. در صورتی که در آن اکسیدهای آهن Fe۲O۳ نیز وجود داشته باشد، به رنگ‌های صورتی تا قرمز دیده می‌شود. رنگ‌های دیگری از کوارتزیت مانند زرد و نارنجی نیز وجود دارد که به دلیل وجود دیگر ناخالصی‌ها است.
هنگامی که ماسه‌سنگ به کوارتزیت دگرگون می‌شود دانه‌های کوارتز که در آن وجود داشته به همراه مواد سیمانی که پیش از این در ماسه‌سنگ وجود داشت، دوباره بلوری می‌شود و بلورهای جدید کوارتز، تکه‌تکه به هم پیوند می‌خورند. بیشتر یا همهٔ بافت پیشین ماسه‌سنگ و ساختار رسوبی آن در اثر دگرگونی کاملاً پاک می‌شود و ساختار جدید جایگزین آن می‌گردد. در طول فرایند دگرگونی و دوباره بلوری شدن تنها مقدار کمی از مواد سیمانی مانند اکسید آهن، کربنات و رس منتقل می‌شود و رگه‌هایی از آن‌ها بر روی کوارتزیت باقی می‌ماند.
اورتوکوارتز، یک ماسه‌سنگ کوارتزی بسیار خالص است که معمولاً از دانه‌های گرد و خوب کوارتز تشکیل شده‌است. حدود ۹۹٪ آن از سیلیس یا SiO۲ و مقدار بسیار کمی از آن از اکسید آهن و برخی کانی‌های مقاوم مانند زیرکن، روتیل و مگنتیت تشکیل شده‌است.
با وجود این نمونه‌هایی از کوارتزیت پیدا شده که بعد از دگرگونی همچنان ردّ پای فسیل‌ها و ساختار رسوبی در آن‌ها باقی مانده بود.
کوارتزیت در برابر هوازدگی شیمیایی بسیار مقاوم است، معمولاً بالای تپه‌ها و پشته‌ها از این سنگ تشکیل شده‌است. بر روی سطحی که سیلیسیم خالص وجود دارد مقدار کمی خاک تشکیل می‌شود، در نتیجه بر روی بالای پشته‌ها معمولای خاک کمتری وجود دارد و پوشش گیاهی خیلی کم است یا اصلاً وجود ندارد.

## کاربرد
به دلیل سختی زیاد و تیزگوشه بودن آن‌ها معمولاً در پارسنگ کف راه‌های آهن کاربرد دارند همچنین به عنوان سنگ نمای ساختمان‌ها و پوشش دیوارها، کف زمین، روی سطح راه پله یا کاشی بام مورد استفاده قرار می‌گیرند. گاهی از کوارتزیت‌های شکسته در راه‌سازی نیز استفاده می‌شود. از کوارتزیت‌های خالص در تولید فروسیلیکن (آلیاژ سیلیسیم و آهن)، سیلیسیم صنعتی، سیلیس و کاربید سیلیسیم استفاده می‌شود. در طول دورهٔ سنگی از کوارتزیت به عنوان چخماق استفاده می‌شده‌است.

## تشکیل
در آمریکا، کوارتزیت در پنسیلوانیا، شرق داکوتای جنوبی، مرکز تگزاز، جنوب غرب مینه‌سوتا، تپه‌های بارابو، پارک ملی دریاچهٔ دویل در ویسکانسین، در یوتا نزدیک سالت لیک سیتی (به انگلیسی: Salt Lake City)، در معدن مس مورنسی در آریزونا و … یافت می‌شود. همچنین شهری در آمریکا به نام کوارتزسایت وجود دارد که نامش را از کوه‌های اطراف که معدن کوارتزیت است گرفته‌است.
همچنین در انگلستان، کانادا (در بریتیش کلمبیا) و در ایران در استان فارس معادن کوارتزیت یافت می‌شود.

## یادداشت و منبع
1. ↑  German Loan Words in English بایگانی‌شده  در ۲۱ اوت ۲۰۰۷ توسط Wayback Machine. German.about.com (2010-06-22). Retrieved on 2011-06-05.
2. 1 2  Powell, Darryl. "Quartzite". Mineral Information Institute. Archived from the original on 2 March 2009. Retrieved 2009-09-09.
3. ↑  Railroad Ballast
4. ↑  Krukowski, Stanley T. (2006). "Specialty Silica Materials".  In Jessica Elzea Kogel, Nikhil C. Trivedi, James M. Barker, Stanley T. Krukowski (ed.). Industrial minerals & rocks: commodities, markets, and uses (7 ed.). Society for Mining, Metallurgy, and Exploration (U.S.). p. 842. ISBN 0-87335-233-5.{{cite book}}:  نگهداری یادکرد:نام‌های متعدد:فهرست ویراستاران (link)
5. ↑  Raw material بایگانی‌شده  در ۲۹ ژوئیه ۲۰۱۲ توسط Wayback Machine. Stone Age Reference Collection, Institute for archeology, University of Oslo, Norway
6. ↑  «نسخه آرشیو شده» (PDF). بایگانی‌شده از اصلی (PDF) در ۱۲ مه ۲۰۰۷. دریافت‌شده در ۷ ژوئیه ۲۰۱۱.
7. ↑  Natural history – Minnesota's geology – SNAs: Minnesota DNR بایگانی‌شده  در ۱۰ اکتبر ۲۰۰۶ توسط Wayback Machine. Dnr.state.mn.us (2000-02-17). Retrieved on 2011-06-05.
8. ↑  Geology by Lightplane. Geology.wisc.edu (1923-07-13). Retrieved on 2011-06-05.
9. ↑  Kennedy, B. A. (ed.). Surface Mining, Chapter 9.4: Case Studies: Morenci/Metcalf بایگانی‌شده  در ۲۵ ژوئن ۲۰۰۷ توسط Wayback Machine Society for Mining, Metallurgy, and Exploration, Undated Accessed May 28, 2007